# Luz Oliveros-Belardo
Luz Oliveros-Belardo (3 de noviembre de 1906 – 12 de diciembre de 1999) fue una farmacéutica química filipina, galardonada con la distinción Científico Nacional de Filipinas por el gobierno filipino en 1987.

## Primeros años
Luz Oliveros nació en Navotas, Rizal, hija de Aurelio Oliveros y Elisa Belarmino. Fue alumna de la Universidad de Mujeres de Filipinas, y se licenció y obtuvo su Master en Química por la Universidad de Filipinas. En 1957 obtuvo su doctorado en farmacia química en la Universidad de Connecticut, con una tesis sobre la refracción molecular del terpeno.

## Carrera
Oliveros-Belardo fue directora del Centro de Investigación de Ciencias Naturales en la Universidad de Mujeres de Filipinas. Se convirtió en decana  de la Facultad de Farmacia en 1947. Su investigación se centró en la extracción de aceites esenciales y otras sustancias químicas de plantas nativas filipinas para medicinas, producción de comida, perfumes, y otras aplicaciones. Por ejemplo,  desarrolló una fórmula experimental basada en la oleorresina del apitong (Dipterocarpus grandiflorus) que era adecuada para el combustible de motor.
En 1965-1966, fue nombrada fellow de AAUW por la Asociación Estadounidense de Mujeres Universitarias para continuar sus investigaciones en la Universidad de Stanford. En 1974, la Asociación de Mujeres Universitarias Filipinas la distinguió con su Premio a los Logros en Ciencias Naturales. Recibió el Premio de Científico Nacional en 1987.

## Vida personal
Luz Oliveros se casó un dentista, Ricardo A. Belardo. Tuvieron dos hijas. Falleció en 1999, a los 93 años de edad. Sus restos fueron enterrados en Libingan ng mga Bayani en Fort Bonifacio, Taguig.